# Étienne-Gabriel Bocourt
Pour les articles homonymes, voir Bocourt (homonymie).
Étienne-Gabriel Bocourt, né le 24 août 1821 à Paris et mort le 4 juillet 1913 à Dammartin-sur-Tigeaux, est un dessinateur, illustrateur et graveur français.

## Biographie

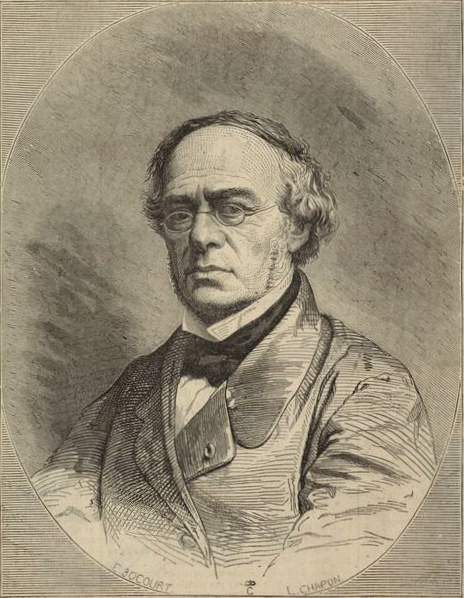
Portrait de Jacques-Fromental Halévy, gravure sur bois de Chapon, d'après Bocourt.

Frère cadet de Marie-Firmin Bocourt, Étienne-Gabriel Bocourt exécute de nombreuses gravures sur bois pour des périodiques comme le Magasin pittoresque, la Gazette des beaux-arts, le Musée des familles et le Monde illustré.
Élève d'Antoine Chazal[réf. nécessaire], il expose au Salon à partir de 1878, d'abord une aquarelle, puis des peintures et des gravures, et ce, jusqu'en 1890.
Parmi ses sujets de prédilection l'on trouve des portraits de personnalités.
Il illustre également quelques ouvrages (signés « Bocourt »).
Résidant à Dammartin-sur-Tigeaux, il épouse Eugénie-Cornélie Bichard (1850-1930), veuve du graveur Émile Thomas, mort en 1907. 
Il existe un portrait photographique de lui par Étienne Carjat au musée d'Orsay, qui le dit mort en 1913.

## Ouvrages illustrés
- Pierre Louis Alphée Cazenave, Leçons sur les maladies de la peau professées à l'École de médecine de Paris…, Paris, Labé, 1845.
- Jean-Jacques Rousseau, Émile : fragments [Paris, vers 1850].
- Œuvres complètes de lord Byron, trad. nouv. de Louis Barré, Paris, 1856.
- Henri Martin, Le vieux et le nouveau Paris ou Histoire par ordre alphabétique comprenant la biographie de tous les hommes remarquables nés à Paris, J. Bry Ainé, Éditeur-Lubraire, 1854.
- Le Livre rouge. Histoire de l'échafaud en France, Dupray de la Mahérie, Libraire-Éditeur/Librairie Parisienne, 1863.
- Émile de Girardin, Les Deux Sœurs, drame en trois actes, Michel Lévy Frères, 1865.
- Julien Turgan, Les Grandes usines : études industrielles en France et à l'étranger, vol. X, Paris, Michel Lévy frères, 1874.
- Arthur Mangin, Les Savants illustres de la France, Librairie de l'enfance et de la jeunesse, P.C.Lehuby, Paris 1857 (en ligne).